# Barrio Coronel Borges (Santiago del Estero)
El Barrio Coronel Borges debe su nombre se debe a que en este sector está el aeropuerto dependiente de la Dirección Provincial de Aviación Civil, en la ciudad capital de Santiago del Estero (capital), Argentina. 
Sus límites son: Avda. del Libertador; Calle 18 (Barrio Coronel Borges); Avda. Madre de Ciudades; Calle Los Chañares y Costa del Río Dulce.
Su superficie es de 168 ha y la población según el censo del 2001 es de 3404 habitantes. Sus primeros habitantes fueron Carlos Ibáñez y familia en la vivienda ubicada en la calle 104 y 18 donde se ubicaba la tolva de la empresa ahion que fue la constructora de las viviendas adjudicadas por el sr gobernador de ese momento Carlos Arturo Juárez
Su nombre rinde homenaje a este militar y patriota santiagueño, precursor de nuestra autonomía. Sus límites son: Avda. del Libertador; Calle Teodora Suárez de Roldán; Calle Ángela Capovila de Reto; Calle Sara Díaz de Raed; Calle José Silvano Farhat; Calle Jorge Washington Ábalos; Calle Ángela Capovila de Reto y Calle 18.Su superficie es de 231,53 hectáreas y la población según el censo del 2001 es de 11 739 habitantes
- Datos: Q6393808